# 凤凰镇 (肇庆市)
凤凰镇，是中华人民共和国广东省肇庆市鼎湖区下辖的一个乡镇级行政单位。2019年被评为中国文化百强镇。

## 行政区划
凤凰镇下辖以下地区：
凤凰社区、新凤村、白石坑村、高鹤村、良田村、南寮村、南坑村、田心村、上水田村和同古村。